# Sebastià Coris Cardeñosa
Sebastià "Sebas" Coris Cardeñosa (Tossa de Mar, la Selva, 3 de maig de 1993) és un futbolista professional català que juga actualment a l'Extremadura UD.

## Trajectòria
La carrera esportiva de Sebas Coris comença al planter del Girona FC. El 2013 alternava partits del Girona FC B amb partits del primer equip.
El 17 de desembre de 2013 va jugar el seu primer partit com a professional, entrant gairebé al final del partit, en l'eliminatòria de setzens de final de la Copa del Rei, perdent 1-4 contra el Getafe CF.
Va fer el seu debut a la Segona Divisió el 6 de setembre de 2014, sortint des de la banqueta, amb victòria per 2 a 0 a casa contra el CD Tenerife.
El 22 de novembre de 2014 Coris va ampliar el seu contracte fins al 2018 i va obtenir un lloc en el primer equip per a la següent campanya.
Coris va marcar el seu primer gol com a professional el 5 de febrer de 2017 a Montilivi en un partit contra el Valladolid CF que va finalitzar amb el resultat de 2 a 1 a favor dels blanc-i-vermells.
Coris va jugar 27 partits durant la temporada 2016–17 a segona divisió, i el segu equip va assolir l'ascens a La Liga per primer cop en la seva història. El 30 de juny de 2017, fou cedit al CA Osasuna, acabat de descendir a segona, per un any. L'any següent fou cedit per un any al Gimnàstic de Tarragona.